# Kendrick Perry
Kendrick Perry (Ocoee, Florida; 23 de diciembre de 1992) es un jugador de baloncesto estadounidense, nacionalizado montenegrino, que pertenece a la plantilla del Unicaja Málaga de la Liga ACB. Mide 1,83 metros, y juega en la posición de base.

## Trayectoria

### Universidad
Disputó cuatro temporadas (de 2010 a 2014) con los Penguins de la Universidad Estatal de Youngstown. 

### Profesional
Tras no ser drafteado en 2014, debutó como profesional en Australia en las filas del Sydney Kings, para más tarde, jugar en la liga de desarrollo de la NBA en los Iowa Energy.
En los siguientes años pasaría por las ligas húngara durante dos temporadas Körmend y Szolnoki Olaj y una temporada en  Macedonia en las filas del Karpoš Sokoli (2016-2017).
En verano de 2018, firmó con el BC Nizhny Novgorod para jugar la VTB League y la Basketball Champions League.
El 20 de julio de 2019, firmó con Levallois Metropolitans del LNB Pro A. Sin embargo dejó el club el 22 de agosto de ese año.
El 18 de diciembre de 2019, firmó con KK Mega Bemax de la ABA League. Pese a llegar a mitad de temporada, promedia 20,8 tantos de media por encuentro, lo que automáticamente le convierte en el máximo anotador de la ABA League.
En mayo de 2020, se confirma su fichaje por KK Cedevita Olimpija de la 1. A slovenska košarkarska liga.
Durante la temporada 2020-21, promediaría 15,5 puntos y 4,6 asistencias en la ABA League, 16,1 puntos y 6,1 asistencias en la EuroCup, y 10,3 puntos y 4,5 asistencias en la liga eslovena.
El 6 de julio de 2021, firma por el Panathinaikos B. C. de la A1 Ethniki. En el equipo de Atenas debutó en la Euroliga, con una media de 4,8 puntos, 1,7 rebotes y 1,6 asistencias por partido.
El 24 de enero de 2022, firma por el KK Budućnost Podgorica de la Liga Montenegrina, con el que jugó la Liga Adriática (10,5 puntos, 3 asistencias y 1,1 recuperaciones) y Eurocup (10,1 puntos, 2,5 rebotes y 3,4 asistencias).
El 13 de junio de 2022, fichó por el Unicaja Málaga de la Liga ACB española. El 16 de febrero de 2025 ganó la Copa del Rey, la segunda desde que llegó a Málaga, siendo nombrado MVP del torneo.

### Selección nacional
En septiembre de 2022 disputó con el combinado absoluto montenegrino el EuroBasket 2022, finalizando en decimotercera posición.
Durante agosto y septiembre de 2023 fue integrante de la selección de Montenegro que participó en el Mundial de 2023 celebrado en Asia, y que finalizó en decimoprimer lugar.